# アルコール先生ピアノの巻
『アルコール先生ピアノの巻』（アルコールせんせいピアノのまき、His Musical Career）は、1914年公開の短編サイレント映画。キーストン社による製作で、主演・監督はチャールズ・チャップリン。1971年に映画研究家ウノ・アスプランドが制定したチャップリンのフィルモグラフィーの整理システムに基づけば、チャップリンの映画出演31作目にあたる。

## あらすじ
ピアノ運搬人のチャーリーは、相棒のアンブローズ（マック・スウェイン）とともに666ストリートの家にピアノを運んでいたが、間違って999ストリートの家に運んでしまった。2人は本来の注文主のところに改めてピアノを運ぼうとするが悪戦苦闘の連続で、ついにはピアノを湖に落としてしまう。

## 作品
この作品はのちに、チャップリン以外の手によって発展した形でスクリーンに再登場する。ローレル&ハーディの1932年製作の映画『ミュージック・ボックス』（#外部リンク Internet Archive参照）がそれである。チャップリンはまた、当時の一巻もの作品で90ショットを要するところを、この作品ではわずか27ショットに抑えている。細かくショットを刻むよりも一つのショットを長めに取った方が、より喜劇的演技が生きるとチャップリンが判断したためであり、この手法は間もなくバスター・キートンも自作に取り入れることとなった。冒頭でチャップリンがマック・スウェインにワニスの缶を飲ませるギャグもある。

## キャスト
- チャールズ・チャップリン - ピアノ運搬人
- マック・スウェイン - アンブローズ
- チャーリー・チェイス（英語版） - ピアノ店の主人
- フリッツ・シェイド（英語版） - リッチ氏
- セシル・アーノルド（英語版）[注 2] - リッチ氏夫人
- フランク・ヘイズ[注 3] - プアー氏
- ジーン・マーシュ - プアー氏夫人

ほか